# Lutsharel Geertruida
Lutsharel Geertruida (Rotterdam, 18 juli 2000) is een Nederlands voetballer die bij voorkeur als centrumverdediger speelt en onder contract staat bij RB Leipzig. Hij kwam in de zomer van 2024 over van Feyenoord. Hij debuteerde in 2023 in het Nederlands voetbalelftal.

## Clubcarrière

### Feyenoord
Geertruida werd geboren in Rotterdam, in de buurt van Feyenoord-stadion De Kuip. Zijn ouders zijn geboren in Curaçao, maar zijn in de jaren 80 in Rotterdam komen wonen. Hij begon te voetballen bij Overmaas Rotterdam. Via Spartaan'20 kwam hij op negenjarige leeftijd in de jeugdopleiding van Sparta Rotterdam terecht. Twee jaar later nam Feyenoord hem op in hun jeugdopleiding op Sportcomplex Varkenoord.
Per seizoen 2017/18 zit Geertruida vanwege blessures van vaste waardes regelmatig bij de A-selectie van Feyenoord. Op 25 oktober 2017 maakte hij hier zijn officiële debuut. In de thuiswedstrijd in de KNVB Beker tegen AVV Swift viel hij in de 77e minuut, bij een 3–1 stand in voor Jerry St. Juste. Feyenoord won deze wedstrijd uiteindelijk met 4–1. Dit seizoen kwam het nog niet tot een debuut in de Eredivisie. Tijdens het seizoen 2018/19 zat Geertruida regelmatig bij de selectie van het eerste team, maar bleef zijn speeltijd beperkt tot twee invalbeurten in de Eredivisie. De eerste hiervan, op 23 december 2018 tegen ADO Den Haag, was zijn debuut in de Eredivisie. Op 9 augustus 2018 maakte hij zijn debuut in internationaal verband, in de met 4–0 verloren wedstrijd van AS Trenčín. In het seizoen 2019/20 speelde Geertruida vaker, vooral als vervanger van Rick Karsdorp. Op 26 september 2019 was hij voor het eerst basisspeler in de Eredivisie, in de wedstrijd tegen AZ (0–3 verlies). Halverwege dat seizoen was hij vaste basisspeler voor Feyenoord, maar dat seizoen werd niet afgemaakt vanwege de coronapandemie.
Op 27 september 2020 maakte hij zijn eerste doelpunt voor Feyenoord, in de competitiewedstrijd met ADO Den Haag. Hij maakte de 1–1 bij een 4–2 overwinning. Dat seizoen scoorde hij in alle competities liefst acht doelpunten als verdediger, in 37 wedstrijden in alle competities. Aan het einde van het seizoen 2020/2021 onderhandelden Feyenoord en Geertruida over contractverlenging. Na een eerste mislukte poging lukte het een akkoord te sluiten. De club en de voetballer kwamen een nieuw contract tot de zomer van 2024 overeen.
Op 1 mei 2022 scoorde hij voor het eerst twee keer in één wedstrijd, in de uitwedstrijd met Fortuna Sittard, die Feyenoord met 1-3 won. Later die maand stond hij met Feyenoord in de finale van de UEFA Europa Conference League, tegen AS Roma. Hij speelde negentig minuten, maar zag hoe Roma met 1-0 won door een doelpunt van Nicolò Zaniolo. Geertruida speelde dat seizoen 41 wedstrijden in alle competities. 
Op 7 augustus 2022 scoorde Geertruida in de seizoensopener tegen Vitesse (2-5 overwinning). Na veertien speelrondes stond Feyenoord eerste in de Eredivisie en die positie gaf het het hele seizoen niet meer weg. Op 18 februari 2023 was Geertruida tegen AZ bij afwezigheid van Orkun Kökçü voor het eerst aanvoerder van Feyenoord. Op 19 maart scoorde Geertruida in de 86'ste minuut de winnende 2-3 in De Klassieker tegen nummer twee Ajax, wat een grote slag betekende in het veroveren van de eerste landstitel sinds 2017. Op 20 april werd Geertruida opnieuw door angstgegner AS Roma uitgeschakeld in de kwartfinale van de UEFA Europa League. Op 14 mei kon Feyenoord, twee speelrondes voor het einde, tegen Go Ahead Eagles de landstitel binnenslepen. Geertruida speelde negentig minuten en zag hoe Feyenoord met 3-0 won. 
In het seizoen werd Geertruida na het vertrek van Kökcü naar Benfica de tweede aanvoerder achter Gernot Trauner. Op 4 augustus droeg hij de aanvoerdersband in de met 1-0 verloren Johan Cruijff Schaal tegen PSV. Op 19 september maakte Geertruida zijn debuut in de UEFA Champions League tegen Celtic FC, waarin Feyenoord met 2-0 won en Geertruida een clean sheet hield. Feyenoord werd derde in een groep met verder Atlético Madrid en SS Lazio en werd in de tussenronde van de Europa League voor het derde achtereenvolgende jaar uitgeschakeld door AS Roma. Op 29 februari bereikte Geertruida als aanvoerder de finale van de KNVB Beker door FC Groningen met 2-1 te verslaan. 

## Clubstatistieken

### Senioren
| Seizoen         | Club            | Competitie      | Competitie | Competitie | Beker | Beker | Internationaal | Internationaal | Overig | Overig | Totaal | Totaal |
| Seizoen         | Club            | Competitie      | Wed.       | Dlp.       | Wed.  | Dlp.  | Wed.           | Dlp.           | Wed.   | Dlp.   | Wed.   | Dlp.   |
| --------------- | --------------- | --------------- | ---------- | ---------- | ----- | ----- | -------------- | -------------- | ------ | ------ | ------ | ------ |
| 2017/18         | Feyenoord       | Eredivisie      | 0          | 0          | 1     | 0     | 0              | 0              | 0      | 0      | 1      | 0      |
| 2018/19         | Feyenoord       | Eredivisie      | 2          | 0          | 1     | 0     | 2              | 0              | 0      | 0      | 5      | 0      |
| 2019/20         | Feyenoord       | Eredivisie      | 17         | 0          | 3     | 0     | 6              | 0              | 0      | 0      | 26     | 0      |
| 2020/21         | Feyenoord       | Eredivisie      | 30         | 5          | 2     | 2     | 5              | 1              | 0      | 0      | 37     | 8      |
| 2021/22         | Feyenoord       | Eredivisie      | 28         | 3          | 1     | 0     | 12             | 1              | 0      | 0      | 41     | 4      |
| 2022/23         | Feyenoord       | Eredivisie      | 30         | 3          | 3     | 0     | 8              | 0              | 0      | 0      | 41     | 3      |
| 2023/24         | Feyenoord       | Eredivisie      | 34         | 8          | 5     | 1     | 7              | 0              | 1      | 0      | 47     | 9      |
| 2024/25         | Feyenoord       | Eredivisie      | 3          | 0          | 0     | 0     | 0              | 0              | 1      | 0      | 4      | 0      |
| Club totaal     | Club totaal     | Club totaal     | 144        | 19         | 16    | 3     | 40             | 2              | 2      | 0      | 202    | 24     |
| 2024/25         | Leipzig         | Bundesliga      | 18         | 1          | 3     | 0     | 8              | 0              | 0      | 0      | 0      | 0      |
| Club totaal     | Club totaal     | Club totaal     | 18         | 1          | 3     | 0     | 8              | 0              | 0      | 0      | 29     | 1      |
| Carrière totaal | Carrière totaal | Carrière totaal | 162        | 20         | 19    | 3     | 48             | 2              | 2      | 0      | 231    | 25     |

Bijgewerkt op 15 maart.

## Interlandcarrière
In maart 2023 werd Geertruida voor het eerst opgenomen in de voorselectie van het Nederlands elftal. Op 24 maart debuteerde hij als basisspeler tijdens het EK-kwalificatieduel met Frankrijk, waar hij een hamstringblessure opliep. Geertruida werd door bondscoach Ronald Koeman opgeroepen voor het EK 2024, waarin hij twee wedstrijden speelde in de groepsfase. Nederland overleefde een groep met Polen, Frankrijk en Oostenrijk en schakelde vervolgens Roemenië en Turkije uit, voordat het in de halve finales met 2–1 verloor van Engeland.
| Interlands van Lutsharel Geertruida voor Nederland | Interlands van Lutsharel Geertruida voor Nederland | Interlands van Lutsharel Geertruida voor Nederland | Interlands van Lutsharel Geertruida voor Nederland | Interlands van Lutsharel Geertruida voor Nederland | Interlands van Lutsharel Geertruida voor Nederland |
| No.                                                | Datum                                              | Wedstrijd                                          | Uitslag                                            | Competitie                                         | Doelpunten                                         |
| -------------------------------------------------- | -------------------------------------------------- | -------------------------------------------------- | -------------------------------------------------- | -------------------------------------------------- | -------------------------------------------------- |
|                                                    |                                                    |                                                    |                                                    |                                                    |                                                    |
| Als speler bij Feyenoord                           |                                                    |                                                    |                                                    |                                                    |                                                    |
| 1.                                                 | 24 maart 2023                                      | Frankrijk - Nederland                              | 4 - 0                                              | Kwalificatie EK 2024                               |                                                    |
| 2.                                                 | 14 juni 2023                                       | Nederland – Kroatië                                | 2 – 4                                              | Nations League 2022/23                             |                                                    |
| 3.                                                 | 18 juni 2023                                       | Nederland – Italië                                 | 2 – 3                                              | Nations League 2022/23                             |                                                    |
| 4.                                                 | 7 september 2023                                   | Nederland – Griekenland                            | 3 – 0                                              | Kwalificatie EK 2024                               |                                                    |
| 5.                                                 | 13 oktober 2023                                    | Nederland – Frankrijk                              | 1 – 2                                              | Kwalificatie EK 2024                               |                                                    |
| 6.                                                 | 16 oktober 2023                                    | Griekenland – Nederland                            | 0 – 1                                              | Kwalificatie EK 2024                               |                                                    |
| 7.                                                 | 22 maart 2024                                      | Nederland – Schotland                              | 4 – 0                                              | Vriendschappelijk                                  |                                                    |
| 8.                                                 | 6 juni 2024                                        | Nederland – Canada                                 | 4 – 0                                              | Vriendschappelijk                                  |                                                    |
| 9.                                                 | 10 juni 2024                                       | Nederland – IJsland                                | 4 – 0                                              | Vriendschappelijk                                  |                                                    |
| 10.                                                | 21 juni 2024                                       | Nederland – Frankrijk                              | 0 – 0                                              | EK 2024                                            |                                                    |
| 11.                                                | 25 juni 2024                                       | Nederland – Oostenrijk                             | 2 – 3                                              | EK 2024                                            |                                                    |
| Als speler bij RB Leipzig                          |                                                    |                                                    |                                                    |                                                    |                                                    |
| 12.                                                | 7 september 2024                                   | Nederland – Bosnië en Herzegovina                  | 5 – 2                                              | Nations League 2024/25                             |                                                    |
| 13.                                                | 14 oktober 2024                                    | Duitsland - Nederland                              | 2 – 2                                              | Nations League 2024/25                             |                                                    |
| 14.                                                | 20 maart 2025                                      | Nederland – Spanje                                 | 2 – 2                                              | Nations League 2024/25                             |                                                    |
| 15.                                                | 23 maart 2025                                      | Spanje - Nederland                                 | 3 – 3                                              | Nations League 2024/25                             |                                                    |
| 16.                                                | 10 juni 2025                                       | Nederland - Malta                                  | 8-0                                                | Kwalificatie WK 2026                               |                                                    |

## Erelijst
| Competitie           | Winnaar (1ste) | Winnaar (1ste)   | Finalist (2de) | Finalist (2de) | Derde  | Derde |
| Competitie           | Aantal         | Jaren            | Aantal         | Jaren          | Aantal | Jaren |
| -------------------- | -------------- | ---------------- | -------------- | -------------- | ------ | ----- |
| Feyenoord            |                |                  |                |                |        |       |
| Eredivisie           | 1×             | 2022/23          |                |                |        |       |
| Johan Cruijff Schaal | 2×             | 2018, 2024       |                |                |        |       |
| KNVB beker           | 2×             | 2017/18, 2023/24 |                |                |        |       |